# 佩德雷拉 (费尔盖拉什)
佩德雷拉是葡萄牙波尔图区的一个堂区。总面积3.5平方公里，总人口1725人，人口密度492.9人/平方公里。